# Hiệp hội Phòng cháy chữa cháy Quốc gia
Hiệp hội Phòng cháy chữa cháy Quốc gia Hoa kỳ (NFPA) là một tổ chức phi lợi nhuận quốc tế nhằm loại bỏ tử vong, thương tật, tài sản và thiệt hại kinh tế do hỏa hoạn, điện và các mối nguy liên quan. Tính đến năm 2018, NFPA tuyên bố có 50.000 thành viên và 9.000 tình nguyện viên làm việc với tổ chức thông qua 250 ủy ban kỹ thuật.

## Lịch sử
Năm 1895, Ủy ban Bảo vệ hệ thống phun nước tự động được thành lập tại Massachusetts bởi những người liên kết với một số công ty bảo hiểm hỏa hoạn và nhà sản xuất đường ống để phát triển một tiêu chuẩn thống nhất cho việc thiết kế và lắp đặt hệ thống hệ thống phun nước chữa cháy. Vào thời điểm đó, có chín tiêu chuẩn như vậy có hiệu lực trong phạm vi 100 dặm (160 km) của Boston, Massachusetts và sự đa dạng như vậy đang gây ra khó khăn lớn cho những người thợ ống nước làm việc ở vùng New England.
Năm tiếp theo, ủy ban công bố báo cáo ban đầu về một tiêu chuẩn thống nhất, và tiếp tục hình thành NFPA vào cuối năm 1896. Báo cáo đầu của ủy ban phát triển đã trở thành NFPA 13, Tiêu chuẩn để Lắp đặt Hệ thống Phun nước, hiện nay là tiêu chuẩn phun nước chữa cháy được sử dụng rộng rãi nhất.
Vào khoảng năm 1904, NFPA bắt đầu mở rộng thành viên từ các chi nhánh của các công ty bảo hiểm hỏa hoạn sang nhiều tổ chức và cá nhân khác, đồng thời cũng mở rộng sứ mệnh ra ngoài việc ban hành các tiêu chuẩn về vòi phun chữa cháy.

## Mã và tiêu chuẩn
Hiệp hội xuất bản hơn 300 quy tắc và tiêu chuẩn đồng thuận nhằm giảm thiểu khả năng và ảnh hưởng của hỏa hoạn và các rủi ro khác. Các quy tắc và tiêu chuẩn được quản lý bởi hơn 250 ủy ban kỹ thuật, bao gồm khoảng 8.000 tình nguyện viên.